# Orgues d'Ille-sur-Têt
 (juin 2017).
 (juin 2017).
Si vous disposez d'ouvrages ou d'articles de référence ou si vous connaissez des sites web de qualité traitant du thème abordé ici, merci de compléter l'article en donnant les références utiles à sa vérifiabilité et en les liant à la section « Notes et références ».
Les Orgues d'Ille-sur-Têt sont des cheminées de fée situées sur un site géologique et touristique de la commune d'Ille-sur-Têt, dans le département français des Pyrénées-Orientales.

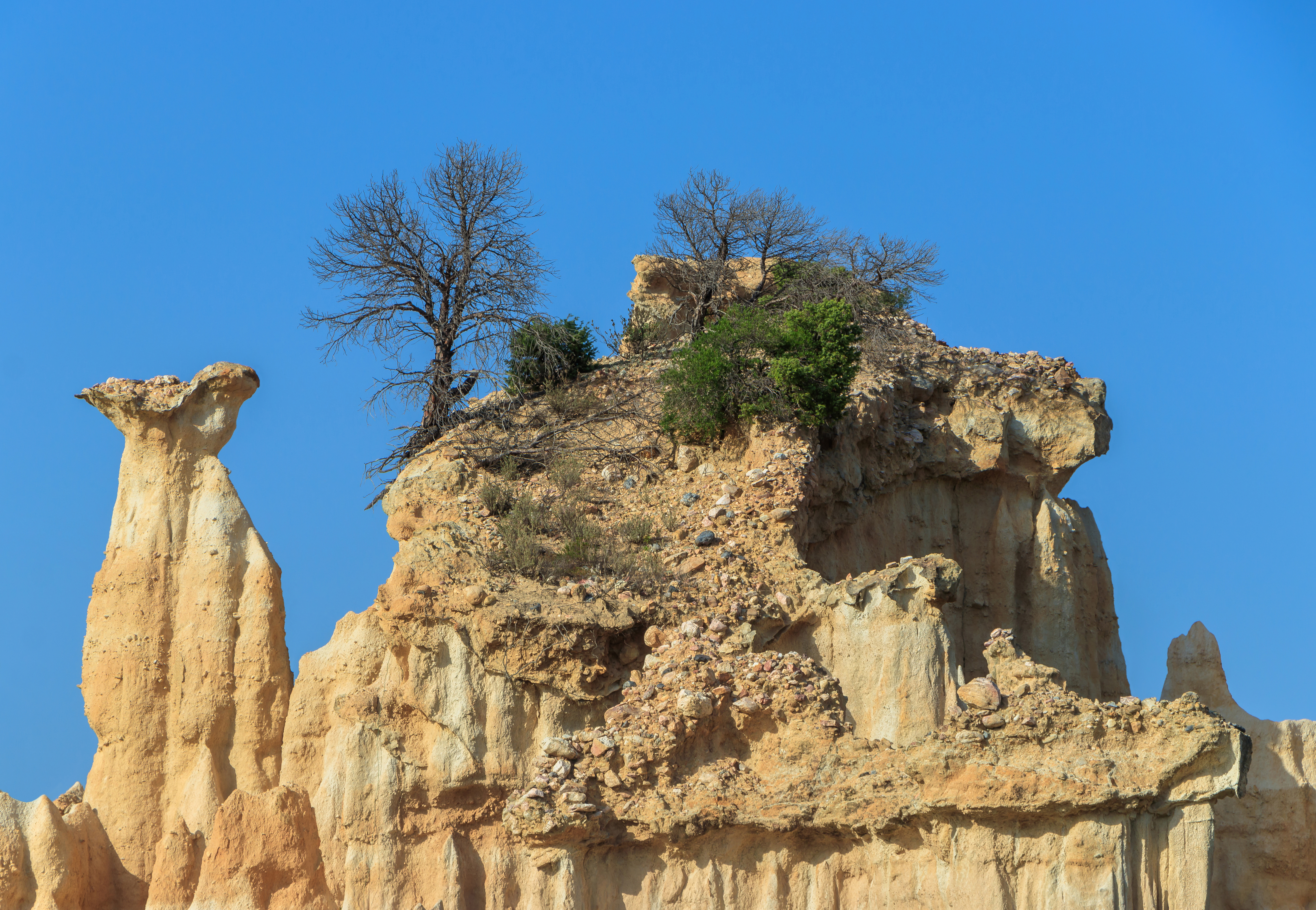
Orgues d'Ille-sur-Têt.
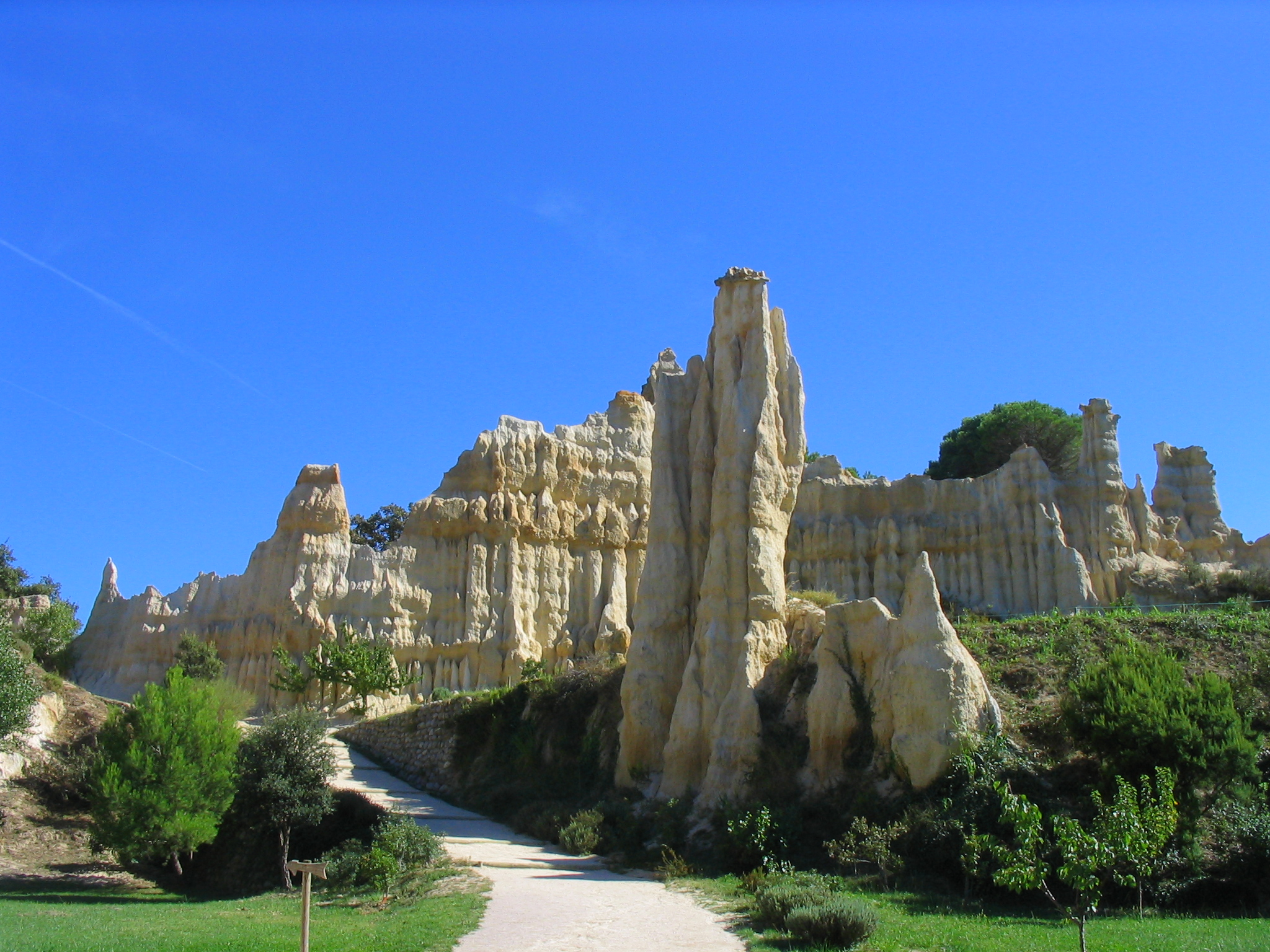
Le parcours aménagé des Orgues.
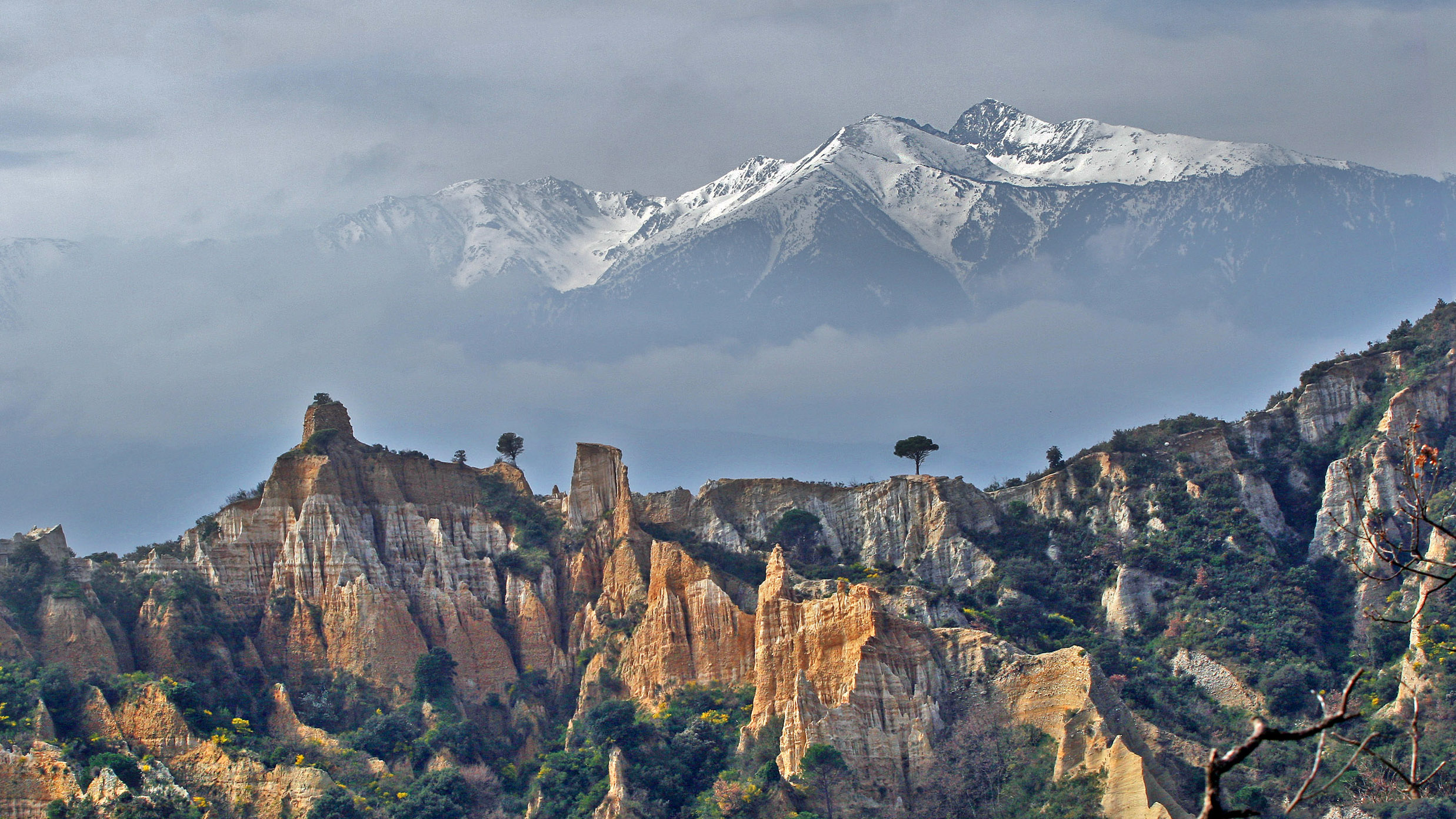
Orgues sur fond de Canigou.
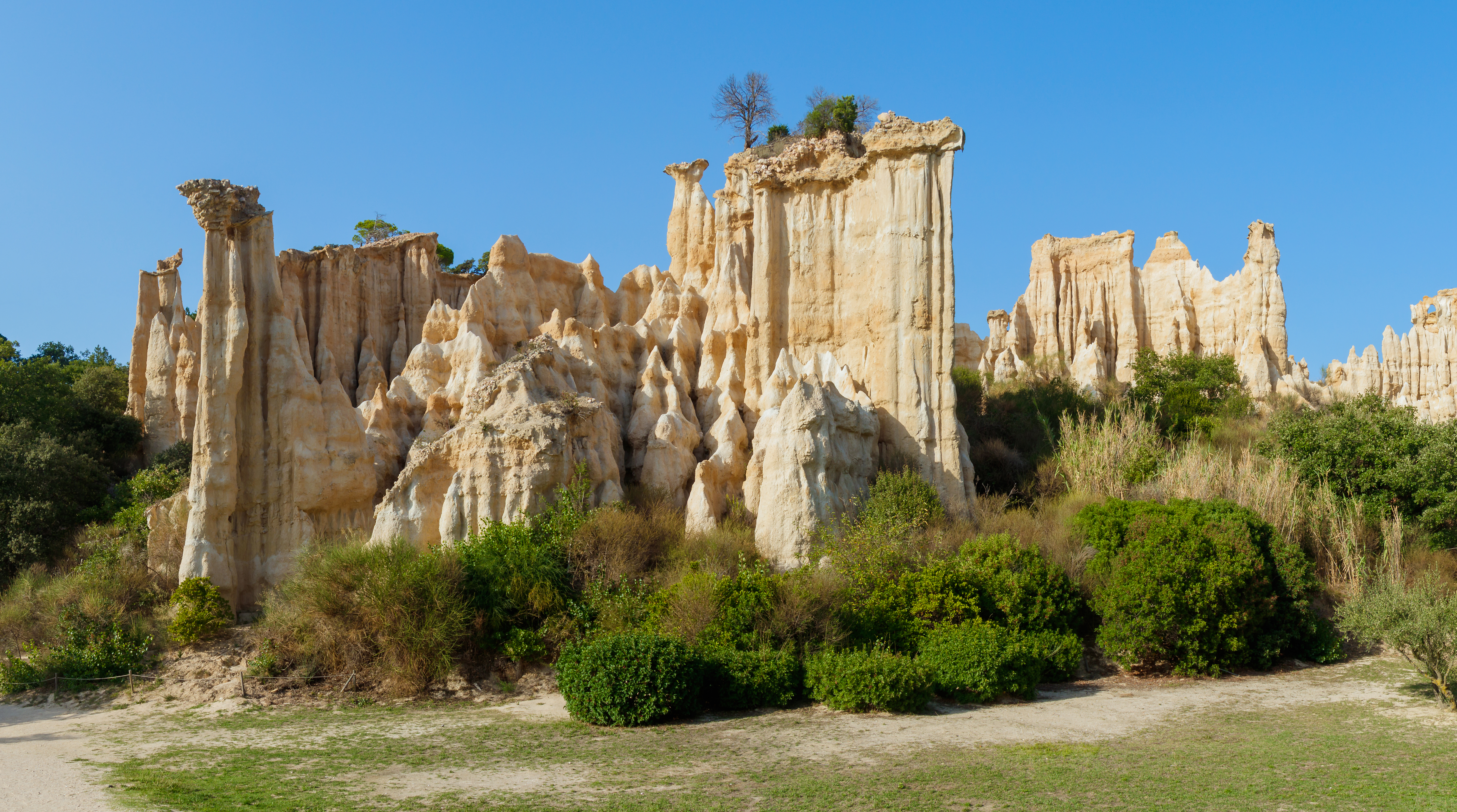
Le site des orgues. Septembre 2019.

Elles résultent de l'érosion de roches sédimentaires vieilles de quatre millions d'années.

## Géographie

### Localisation
Le site des Orgues se situe au nord de la commune d’Ille-sur-Têt, sur la rive gauche de la Têt. L’accès se fait depuis la route nationale 116 vers le nord par la route départementale D2 qui monte en direction de Montalba-le-Château, puis vers l'est en direction du monastère Saint-Clément de Reglella pour la partie ouverte au public. Un autre site se situe à l'ouest de la route départementale D2.

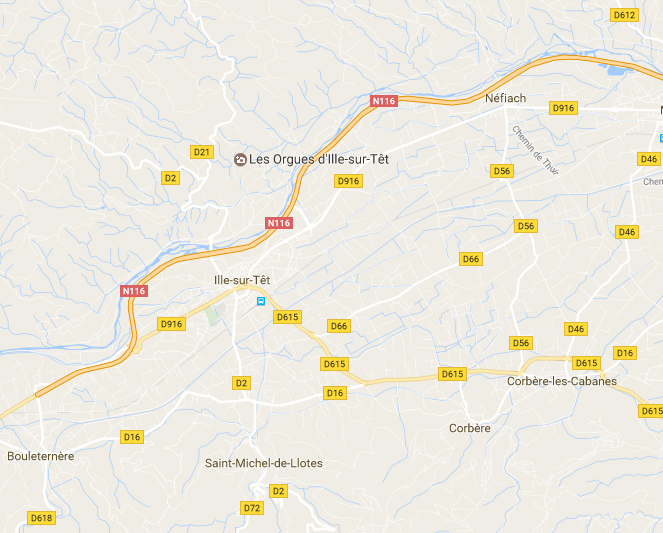

### Relief
Le site des Orgues d’Ille-sur-Têt présente un relief particulier que l’on désigne sous le nom de cheminée de fée. Le site varie en altitude, entre ses points les plus bas et les plus élevés, d'environ 140 à 220 mètres d'altitude pour la partie orientale du site, et jusqu'à 244 mètres pour la partie occidentale.
Une cheminée de fée est un modelé d’érosion différentielle qui se présente sous la forme d’une colonne de roche tendre surmontée par une coiffe plus résistante. L’action des agents d’érosion est plus intense sur la partie tendre, donc sur la colonne dont le diamètre diminue au fil du temps. L’érosion aidant, le chapeau perd progressivement ses assises, il finira par s’effondrer, d’un bloc ou en morceaux selon sa morphologie. Une fois sa coiffe perdue, la colonne s’estompe beaucoup plus vite.

## Toponymie
Les cartes anciennes, jusqu'à la moitié du XXe siècle, ne mentionnent jamais le site des Orgues d'Ille-sur-Têt, celui-ci n'étant jadis sans doute pas un but d'excursion connu. L'appellation des Orgues elle-même semble relativement récente, bien que le terme soit donné par exemple en 1947 pour désigner la partie orientale du site sous le nom des orgues de la Sibylle, nom donné par analogie avec des tuyaux d'orgue.
La partie occidentale des Orgues, située entre le lieu-dit de Casesnoves et la route de Montalba-le-Château, ne semble pas avoir eu de nom particulier. Il en est autrement pour la partie orientale, dont certains secteurs ont abrité différentes activités. Le lieu-dit est notamment mentionné sous le nom de Els Terrers. Ce terme, issu du latin terra suivi du suffixe de collectif -ariu, désigne généralement soit un dépôt de terre cultivable qui serait le résultat de l'érosion, soit également, ce qui semble être plutôt le cas ici, une carrière d'argile, souvent exploité dans des tuileries. La carte IGN de 1950 mentionne d'ailleurs le site sous le nom de Les Tuileries.
Le nom orgues de la Sibylle tient sa qualification d'un petit château situé immédiatement au nord du site, le château de La Sibylle, lequel vient peut-être de la légende de Sibylle de Narbonne, morte assassinée par son mari André de Fenouillet, vicomte d'Ille au XIVe siècle.

## Histoire géologique

### Mise en place des matériaux

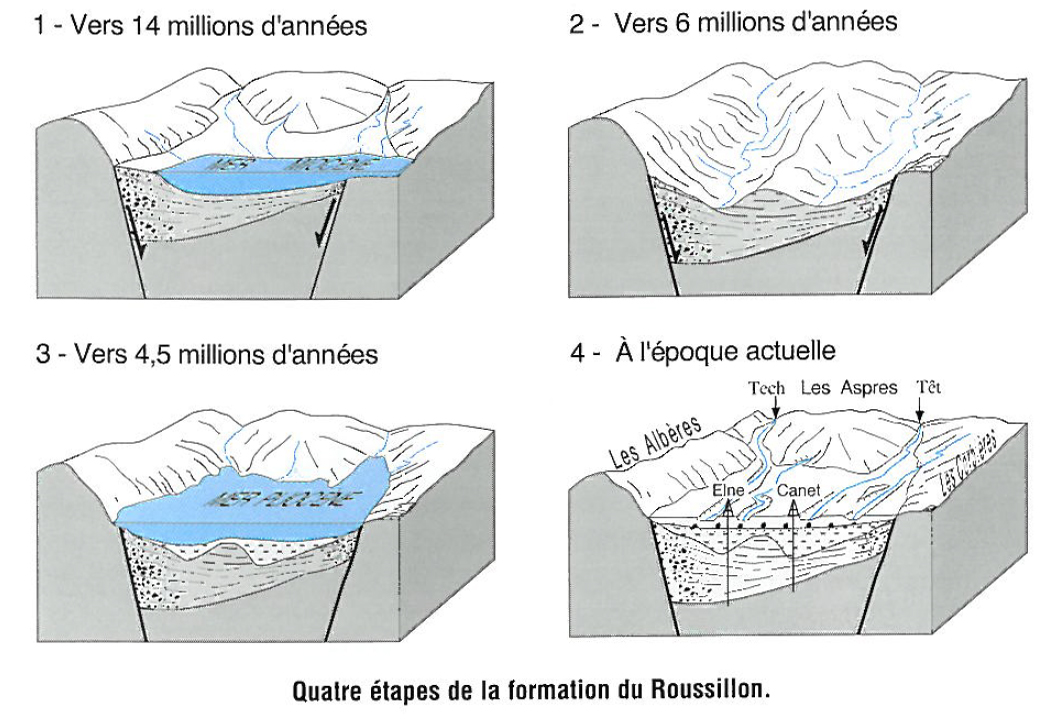

Aux alentours de -14 Ma, le Roussillon est une vaste plaine d’accumulation, une surface monotone dominée par des reliefs résiduels tels le Piton de Força Réal. Le niveau de la mer est 100 m plus élevé que l’actuel, un climat nettement tropical domine. Les paysages du Roussillon évoquent le Sahel ou les savanes du Kenya.
De −5,96 à - 5,3 Ma, le détroit de Gibraltar se referme sous les effets de la tectonique (dérive des continents). La mer Méditerranée est privée des apports en eau de l’océan Atlantique, elle voit son niveau chuter de plus de 1 500 m. Cet épisode est appelé « crise messinienne ». Pendant cette période, le Roussillon est entaillé de profonds canyons par des fleuves qui gagnent en vigueur du fait de l’important dénivelé qui les sépare désormais du niveau de base.
Il y a 5,3 Ma lorsque la remise en eau de la mer Méditerranée s’effectue sous le coup d’un nouveau mouvement des plaques, elle envahit des reliefs bien différenciés. Le Roussillon se transforme en un golfe marin. La vallée de la Têt ressemble à un bras de mer limité au sud par les collines des Aspres et au nord par l’escarpement granitique du plateau de Montalba. Le rivage atteint le col de Ternère, ce qui correspond à une intrusion marine de + 80 m par rapport au niveau actuel.
Avec la remontée des eaux, les fleuves vont déposer des matériaux qui soutiennent aujourd’hui ou arment les falaises du site des Orgues. Le remplissage au Pliocène des vallées creusées au Messinien présente un faciès caractéristique de deltas de type Gilbert que le professeur Clauzon a mis en évidence,. 
- Le pliocène marin argileux s’est déposé dans les zones de plus forte profondeur, suivant de grandes obliques de 10° de pendage.
- Le pliocène marin sableux s’est déposé dans des profondeurs moindres. Il est essentiellement constitué d’éléments fluviatiles bien arrondis, non cimentés, qui créent par « système d’avalanche » de grandes obliques qui peuvent atteindre 35° de pendage.
- Le pliocène continental s’est déposé en amont, dans la partie émergée. Il regroupe un ensemble de formations qui sont d’amont en aval : des cônes alluviaux, avec blocs arrachés par l’érosion dans l’arrière-pays, des faciès palustres, des faciès sableux alluviaux de structure planaire et des faciès marins sableux qui correspondent à d’anciens niveaux de plage.

Pendant le Pliocène, le comblement se poursuit sur des millions d’années. Au fur et à mesure des apports sédimentaires, le rivage est repoussé vers sa limite actuelle et le paysage évolue en conséquence : la baie se transforme en un marais maritime, puis en une zone palustre aux eaux douces et stagnantes, enfin le fleuve prend possession de l’espace, il étale dans la vallée ses bras indolents en chenaux anastomosés formant ce qui est appelé des cours d'eau en tresses.
À cette époque, le paysage ressemble à la savane africaine, des étendues de hautes herbes, jaunies par le soleil et battues par les vents s’étalent jusqu’aux collines arborées. Quelques grands arbres de la famille des acacias émergent tels des parasols immenses. On retrouve des singes, des rongeurs, des éléphants (Anancus arvernensis), des rhinocéros, des hippopotames, des tortues terrestres, des gazelles, des renards, des lynx, mais aussi des espèces telles que Hipparion (ancêtre du cheval actuel) ou Machairodus (grand félin).
C’est une époque charnière dans l’évolution climatique de la planète, l’aridification progressive de ce climat tropical permet l’apparition du climat méditerranéen et préfigure le refroidissement du Quaternaire.
Au Quaternaire, la Têt étage un ensemble de terrasses alluviales. Elles résultent de l’enfoncement du réseau fluviatile dans les dépôts pliocènes puis de remblaiements successifs liés aux variations eustatiques de la mer méditerranée.
En effet, lors des pics glaciaires, l’énorme quantité d’eau monopolisée sous forme de glace continentale fait baisser le niveau marin. Il y a 18 000 ans par exemple, la méditerranée est 120 m sous son niveau actuel. Lors des périodes de réchauffement, la glace fond, les eaux remontent et les fleuves surchargés sont contraints d’alluvionner.

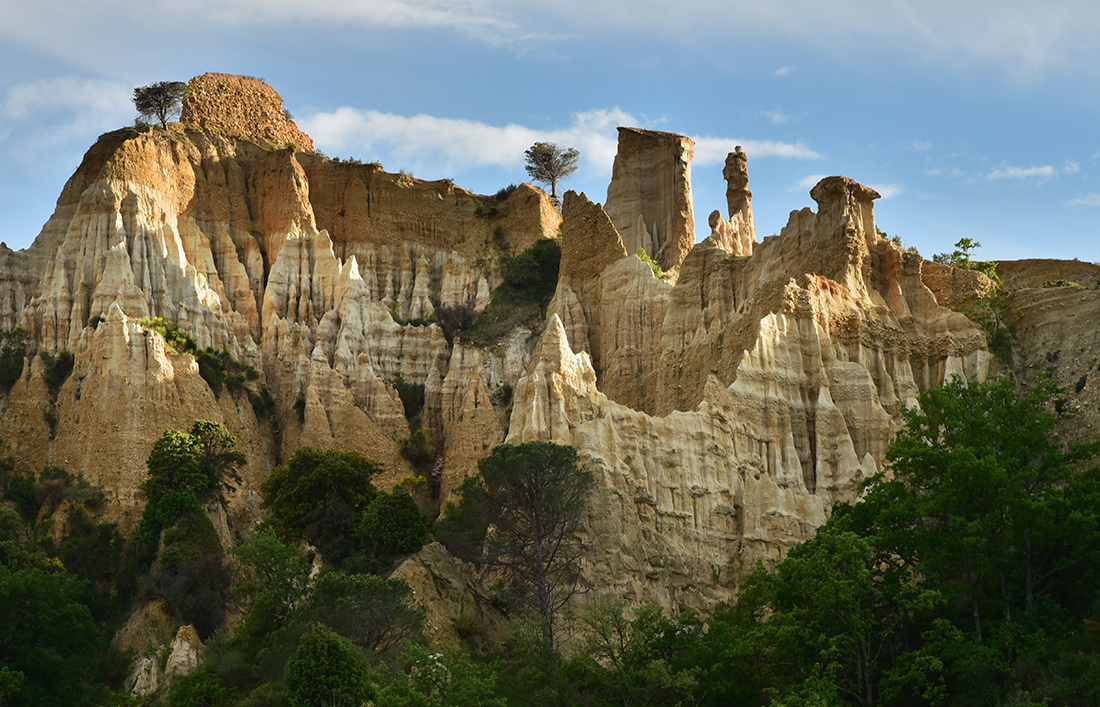
Matte roudoune

À Ille-sur-Têt, la plus ancienne terrasse (T5) date du Villefranchien, elle couronne les sédiments de la Matte Roudoune.
Le site des Orgues doit sa coiffe, et donc son existence, aux premiers froids quaternaires puisqu’en chapeautant les couches plus tendres du Pliocène cette nappe de blocaille a permis aux terrains plus fragiles sous-jacents d'être protégés de l'érosion et donc de traverser le temps jusqu’à nous.

### Évolution du site
De nos jours l’évolution du site est rapide, les falaises de matière sédimentaire sont à nu. Quelques îlots de végétation subsistent sur les sommets, ils sont trop disséminés pour préserver efficacement les sols de l’érosion.
L’intensité des pluies méditerranéennes n’aide pas. Ces précipitations violentes favorisent le ruissellement : les incisions linéaires sont vives, les pentes dévégétalisées sont entaillées de ravines, les sols s’appauvrissent puis partent avec le lessivage. Sur les parois verticales, l’érosion est devenue maîtresse du lieu, à part quelques mousses et lichens, les plantes ne peuvent plus recoloniser l’espace.
Au contraire, les pentes les plus douces sont encore végétalisées et donc protégées. Elles sont recouvertes d’essences méditerranéennes capables de résister à l’aridité estivale. On retrouve des chênes verts, des chênes pubescents, des pistachiers lentisques, des arbousiers, de la lavande stoechas, des immortelles communes, du thym, du romarin, des cistes cotonneux, des cistes à feuilles de laurier, des cistes de Montpellier, de la bruyère arborescente, des asparagus etc.
Le site présente donc un aspect contrasté ou la végétation dispute à la roche dénudée l’espace nécessaire à sa survie.

## Histoire humaine

### Période agricole
Depuis 1775, la vigne est en pleine extension dans le Roussillon. Après la crise de l’oïdium et celle du phylloxera qui ont eu des conséquences économiques déplorables, les viticulteurs roussillonnais privilégient le rendement à la qualité. Un choix qui les conduit lentement vers une crise de surproduction. En 1903, la vigne occupe plus de la moitié de la surface agricole du Roussillon, elle a perdu du terrain dans quelques communes comme celle d’Ille-sur-Têt où prospèrent surtout la céréaliculture et les herbages. Les jardins forment autour du village une ceinture verdoyante qui offre des revenus beaucoup plus stables que ceux de la vigne en crise. Grâce à l’excellent réseau d’irrigation, l’horticulture triomphe de la sécheresse estivale. La puissance du soleil permet des récoltes variées et naturellement précoces. Les jardins souvent assis en contrebas profitent du limon fluvial, ils sont protégés de la tramontane par des haies de cyprès ou par des clayonnages de roseaux.
L’arrivée, puis le développement du chemin de fer, ouvrent des perspectives nouvelles dans la vallée de la Têt, l’horticulture prendra le pas sur la céréaliculture ou sur la viticulture.
Dans la région d’Ille-sur-Têt, la culture de pêche devient le fer de lance de l’activité économique. Les vergers occupent de plus en plus d’espace, jusqu’à forcer les exploitants à reconquérir les mauvaises terres de la rive écorchée pour y planter des arbres qui donneront d’excellentes pêches de vigne.
Aujourd’hui, la plupart de ces terrains sont recouverts par la garrigue. De la période agricole, il ne subsiste de rares vergers de pêchers et quelques jardins d’oliviers.

## Gestion et administration
Le site est classé en 1981 dans le cadre de la loi du 2 mai 1930 relative à la protection « des monuments naturels et des sites à caractère artistique, historique, scientifique, légendaire ou pittoresque ». Il s’agit alors d’un verger de pêchers situé dans un amphithéâtre naturel au cadre époustouflant. L’exploitant poursuit son activité agricole jusqu’en 1992. Aujourd’hui encore, la visite s’articule autour des trois terrasses qu’il a aménagé pour planter ses arbres.
En 1992, la mairie d’Ille-sur-Têt rachète le site. Dès lors, du personnel s’occupe de l’accueil et de la sécurité. L’entretien est régulier, un parking est mis en place, l’accès se voit réglementé par un droit d’entrée.
En 1996, le site est rattaché au « le Pôle d’économie du patrimoine » un EPIC qui a pour mission de développer le tourisme dans l’arrière-pays catalan. Il travaille en collaboration avec une trentaine de communes et d’autres lieux touristiques tels : le château musée de Bélesta, l’hospice d’Ille-sur-Têt, la tour des parfums de Mosset ou le musée de l’agriculture de Saint-Michel-de-Llotes.
L’EPIC dépose le bilan en 2001 et depuis, la commune d’Ille-sur-Têt assume seule la gestion et l’entretien du site.